# Emil Du Bois-Reymond
Emil Heinrich Du Bois-Reymond (Berlino, 7 novembre 1818 – Berlino, 26 dicembre 1896) è stato un fisiologo tedesco.
Fondatore della moderna elettrofisiologia, è conosciuto per le sue ricerche sull'attività dell'elettricità nei nervi e nelle fibre muscolari. Era fratello del matematico Paul Du Bois-Reymond.

## Biografia
Dopo aver studiato geologia a Bonn e anatomia e fisiologia a Berlino si laurea con una tesi sulla fisiologia delle torpedini, i cosiddetti "pesci elettrici". Presa la libera docenza nel 1846 per un certo tempo insegna anatomia, quindi alla cattedra di fisiologia  dell'università di Berlino.
Lavorando presso la Humboldt Universität di Berlino, sotto la direzione di Johannes Peter Müller, al quale succedette come professore di fisiologia (1858), ebbe modo di effettuare esperimenti sui pesci studiando la loro capacità di generare correnti elettriche.
I suoi studi concernono soprattutto  l'elettrofisiologia, con la sua ipotesi che le cellule dei tessuti neuro-muscolari possiedano una "corrente elettrica di riposo" che con adeguata stimolazione può trasformarsi in impulsi di tipo elettrico. Le sue ricerche riguardano quindi l'elettrofisiologia, nella quale si distingue come uno dei migliori esperti dell'epoca.
Di estrema importanza fu la scoperta del fenomeno denominato "variazione negativa". L'impulso viaggia lungo il nervo come un'onda di negatività relativa.
Collaborando con l'italiano Carlo Matteucci, dimostrò che i muscoli possono essere indotti a contrarsi in modo involontario quando i nervi vengono stimolati elettricamente, e che il cervello stesso è capace di generare elettricità.

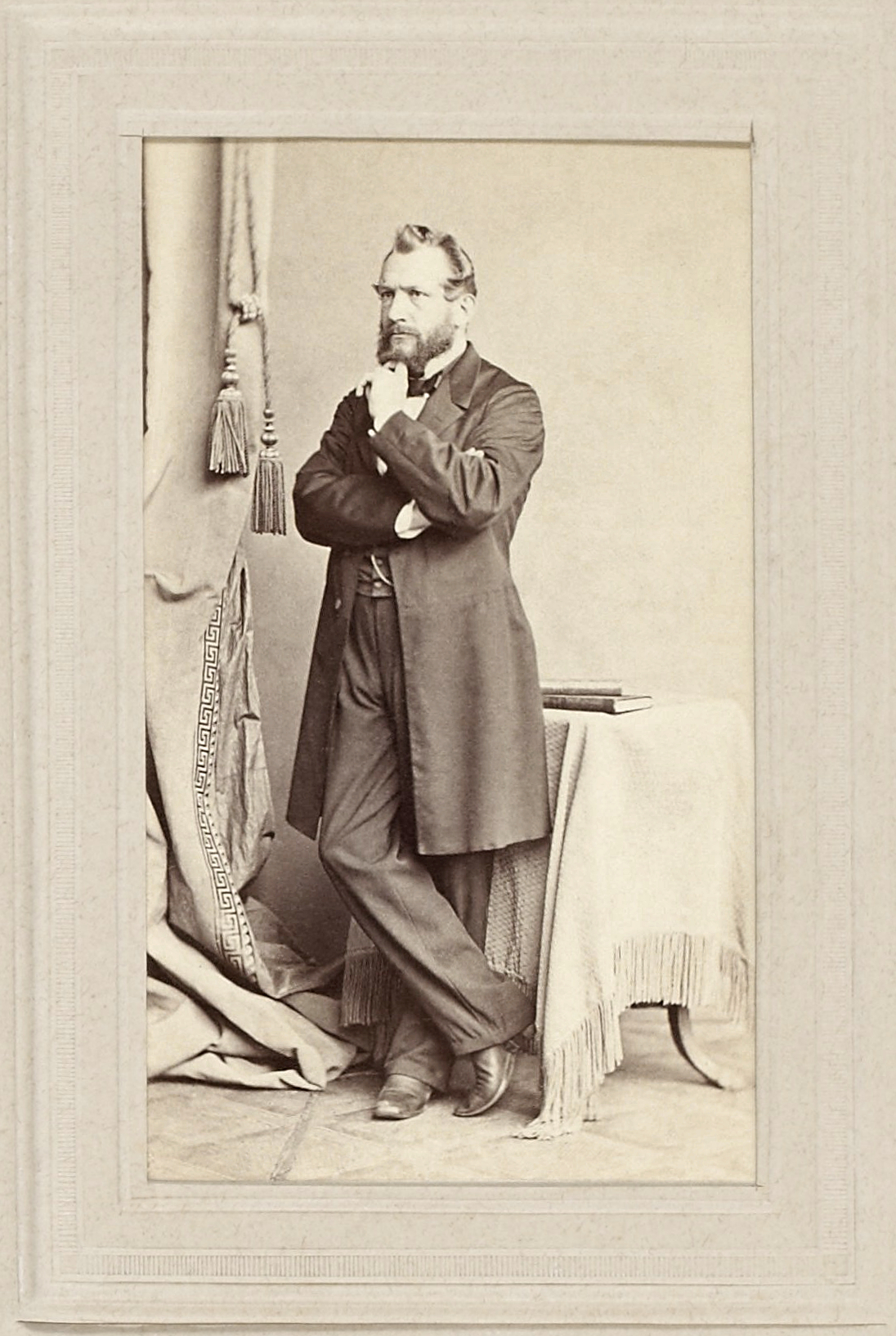
Emil du Bois-Reymond

## Pensiero
In base ai suoi studi Du Bois-Reymond perviene a una concezione materialistica, meccanicistica e deterministica della realtà. Da questo assunto egli parte per condurre un'opposizione netta a qualsiasi  forma di vitalismo,  ancora molto forte nell'Ottocento anche in fisiologia, e per alcuni aspetti persino in ripresa rispetto al secolo precedente, vedendo poi verso fine secolo l'emergere del pensiero di grande successo di Bergson. Egli radicalizza invece sempre più il suo pensiero in direzione meccanicistica e deterministica, rilanciando anche il determinismo ontologico di Laplace e coniando l'espressione "Universo di Laplace" per indicare la concezione meccanicistica e deterministica della dinamica cosmica.
Però in Du Bois-Reymond emerge anche un profondo scetticismo gnoseologico circa la possibilità di penetrare a fondo alcuni misteri della natura e della vita, e da questo il suo noto aforisma «Ignoramus et ignorabimus (Ignoriamo e ignoreremo)», che egli applicò a sette questioni considerate irresolubili perché ritenute trascendenti le capacità scientifiche dell'uomo.

## Opere
- Ricerche sull'elettricità animale, 1848-1884
- Sui confini della scienza della natura, Milano, 1928.